# Anandapur
Anandapur (auch Anandpur) ist eine Stadt im indischen Bundesstaat Odisha.
Die am Fluss Baitarani gelegene Stadt befindet sich 85 km nördlich von Cuttack am Fuße der Ostghats. Die Stadt gehört zum Distrikt Kendujhar.
Eine Straßenbrücke verbindet die beiden Flussufer. Die nationale Fernstraße NH 215 (Byasanagar–Kendujhar) führt westlich an Anandapur vorbei.
Mit dem 40 km östlich gelegenen Bhadrak ist Anandapur mit einer Hauptstraße verbunden.
Die Stadt mit dem Status einer Municipality hatte beim Zensus 2011 39.585 Einwohner.